# Kościół Świętego Michała Archanioła w Nowym Dworze Mazowieckim
Kościół Świętego Michała Archanioła w Nowym Dworze Mazowieckim – rzymskokatolicki kościół parafialny należący do dekanatu nowodworskiego diecezji warszawsko-praskiej.
Obecna świątynia została wzniesiona w 1792 roku według projektu Stanisława Zawadzkiego i ufundowana przez Stanisława Poniatowskiego. Budowla była wielokrotnie remontowana (w 1902 roku, po 1914 roku, 1945–1950, 1962–1966). We wrześniu 1939 roku, podczas oblężenia twierdzy Modlin, świątynia została uszkodzona pociskami artyleryjskimi. Po zakończeniu II wojny światowej została odbudowana. W 1957 roku kościół wzbogacił się o dwa dzwony spiżowe, konsekrowane przez kardynała Stefana Wyszyńskiego. W latach 1981–1984 kościół został rozbudowany według projektu Stefana Kuryłowicza.
Stara świątynia jest murowana, wzniesiona z cegły w stylu klasycystycznym, otynkowana. Od strony południowej mieści się prezbiterium. Kościół posiada jedną nawę i został wybudowany na planie prostokąta. Prezbiterium jest wąskie, wydzielone z nawy, zamknięte ścianą prostą, po jego lewej i prawej stronie są umieszczone prostokątne pomieszczenia kruchty i zakrystii, natomiast nad nimi znajdują się loże otwartego prezbiterium. Z przodu pod wieżą jest umieszczona kruchta, a nad nią pomieszczenie chóru muzycznego, z lewej i prawej strony kruchty znajdują się pomieszczenia mieszczące schody i kaplicę. Prezbiterium, nawa i kruchta są objęte wspólnym korpusem.
W ołtarzu głównym znajduje się obraz "Ukrzyżowanie" namalowany na przełomie XIX i XX wieku. W prawym ołtarzu bocznym znajduje się obraz św. Michała Archanioła namalowany zapewne w drugiej połowie XIX wieku. W lewym ołtarzu bocznym znajduje się obraz Matki Bożej z Dzieciątkiem wykonany w połowie XIX wieku. Świątynia posiada także obrazy namalowane na przełomie XVII/XVIII wieku, przedstawiające młodego Jezusa z symbolami jego męki oraz obrazy namalowane w drugiej połowy XIX wieku przedstawiające ewangelistów: św. Marka, św. Mateusza i św. Łukasza.